# 國民工黨組織

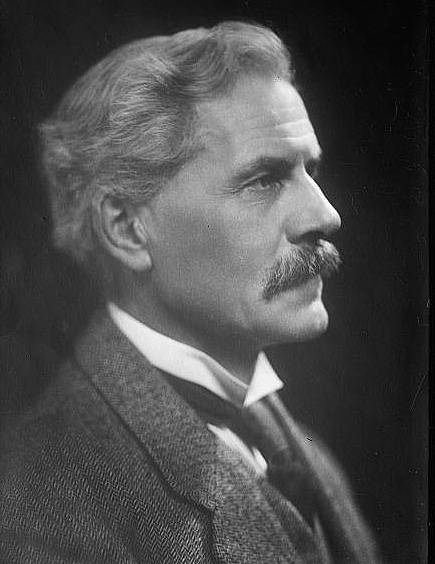
拉姆齊·麥克唐納

國民工黨組織（英語：National Labour Organisation），又名國民工黨委員會（National Labour Committee），簡稱國民工黨（National Labour），是英國政黨組織，存在於1931年至1945年之間。
在1931年8月，時任工黨首相拉姆齊·麥克唐納在政府計劃削減失業援助一事與反對的內閣閣員出現嚴重分歧。同年8月24日，麥克唐納提出辭呈，解散工黨內閣，並隨即獲時任國王喬治五世任命籌組稱之為國民政府的聯合政府，實行與保守黨和自由黨合作，有關行動造成麥克唐納與工黨關係的決裂。
那些支持國民政府的小部份前工黨黨員為了團體和集中力量，於是組成了國民工黨組織，並以麥克唐納為核心人物。雖然國民工黨會贊助候選人參與下議院選舉，但組織並不自視為完全的政黨，其政治立場也與當時由保守黨主導的國民政府無異。麥克唐納在1937年逝世後，國民工黨繼續存在，但影響力不斷收縮，至1945年大選前夕解散，而組織出版的通訊也在兩年後宣告停刊。